# قاضي أباد (بهمن)
قاضي أباد (بالفارسية: قوزی‌آباد) هي قرية تقع في إيران في البلدة المركزية.